# Marjan Mrmić
Marjan Mrmić (Sisak, Croacia, 6 de mayo de 1965) es un exfutbolista croata que jugaba de guardameta.

## Trayectoria
Comenzó su carrera en Mladost Petrinja en 1983 y se trasladó a Dinamo Vinkovci en 1988. Dejó el club en 1993, cuando se fue al Cibalia, y se trasladó a Varteks Varaždin. 
En 1996, dejó Varteks para irse a la liga turca con el club Beşiktaş de Estambul y pasó dos temporadas allí antes de finalmente regresar a Varaždin en 1998. Hacia el final de su carrera como jugador, también tuvo un breve paso por el belga club de Charleroi , pero hizo sólo siete partidos de liga el club y regresó a Varteks, donde terminó su carrera como jugador en 2000 y continuó trabajando para el club como el primer entrenador asistente, así como el entrenador de porteros.

## Selección nacional
Entre 1995 y 1999, ganó un total de 14 partidos internacionales de Croacia , siendo principalmente segundo portero del equipo nacional durante el período.
Hizo su debut internacional el 11 de junio de 1995 en una derrota por 1-0 ante Ucrania en Kiev durante la clasificación para la UEFA Euro 1996 , que se presenta como un sustituto de Dubravko Pavličić en el minuto 27, tras una tarjeta roja a Tonči Gabrić . Él hizo su segunda aparición en la fase de clasificación, el 3 de septiembre de 1995 en una victoria por 7-1 en casa ante Estonia , de entrar como sustituto de Dražen Ladić en el minuto 29.
Antes de la UEFA Euro 1996 final, apareció en tres partidos amistosos, también jugando los 90 minutos en un empate sin goles contra Inglaterra en Wembley. Durante la final, que fue el portero de segunda elección de Croacia, con Dražen Ladić siendo la primera opción, e hizo su única aparición en su último partido del grupo, una derrota por 3-0 ante Portugal.
Él se encendió hacer tres apariciones en la Copa Mundial de la FIFA 1998, que incluyó a jugar los 90 minutos en el partido de vuelta de los playoffs contra Ucrania. También formó parte de la plantilla de 22 jugadores que ganaron las medallas de bronce en los de la Copa Mundial de la FIFA 1998 final, pero no hizo acto de presencia durante el torneo.
En enero de 1999, ganó su único partido internacional para Croacia B en un partido amistoso contra Francia B . Él también continuó siendo portero de segunda elección de Croacia durante la clasificación para la UEFA Euro 2000 . Su única aparición en la clasificación llegó en la victoria por 2-1 en casa ante Malta el 21 de agosto de 1999. Con el tiempo resultó ser su aspecto final internacional, ya que se retiró del fútbol internacional dos meses después, tras el fracaso de Croacia para calificar para el finales . 

### Participaciones en Copas del Mundo
| Mundial                        | Sede    | Resultado    |
| ------------------------------ | ------- | ------------ |
| Copa Mundial de Fútbol de 1998 | Francia | Tercer lugar |

### Participaciones en Eurocopa
| Edición       | Sede       | Resultado        |
| ------------- | ---------- | ---------------- |
| Eurocopa 1996 | Inglaterra | Cuartos de final |

## Clubes
| Club                  | País                 | Año       |
| --------------------- | -------------------- | --------- |
| HNK Mladost Suhopolje | Yugoslavia           | 1983-1988 |
| HNK Cibalia           | Yugoslavia · Croacia | 1988-1993 |
| NK Varteks Varaždin   | Croacia              | 1993-1996 |
| Beşiktaş JK           | Turquía              | 1997-1998 |
| NK Varteks Varaždin   | Croacia              | 1998-1999 |
| R. Charleroi SC       | Bélgica              | 1999-2000 |

- Datos: Q2538118